# U.S. Sassuolo Calcio
Unione Sportiva Sassuolo Calcio er en italiensk fodboldklub fra Sassuolo i provinsen Modena, Emilia-Romagna. Klubben spiller sine hjemmekampe på Mapei Stadium – Città del Tricolore i byen Reggio Emilia, og var i sæsonen 2013-14 for første gang repræsenteret i den bedste italienske række, Serie A.

## Historie
U.S. Sassuolo Calcio blev grundlagt i 1920. Farverne på trøjerne var fra starten gul og grøn, mod nutidens grønne og sorte kamptrøjer. I de første år deltog klubben ikke i de nationale ligaer, men spillede udelukkende små turneringer mod klubber fra nærområdet.

### Liga
I 2006 rykkede klubben for første gang op i Serie C1, landets tredjebedste række. I 2007 tabte man finalen om oprykning til Serie B, og efter at Massimiliano Allegri overtog trænergerningen i Sassuolo, vandt man året efter rækken, og rykkede for første gang i klubbens historie op i Serie B.
Den første sæson i den næstbedste række endte med en 7. plads. I sæsonen 2009-10 endte klubben på en 4. plads, og sikrede sig en plads i play-off om oprykning til Serie A. Det endte med et samlet nederlag i semifinalen. Året efter blev det kun til en 16. plads i rækken. I 2011-12 blev man nummer tre i ligaen, men tabte igen i play-off semifinalen. Op til sæsonen 2012-13 fik klubben Eusebio Di Francesco som ny træner. Da sæsonen var slut var U.S. Sassuolo Calcio nummer 1, og rykkede for første gang i klubbens historie op i landets bedste række, Serie A.

## Hjemmebane
Klubbens oprindelige hjemmebane er Stadio Enzo Ricci i Sassuolo. Stadionet blev bygget i 1972 og kan rumme 4.008 tilskuere. Da klubben i 2008 rykkede op i landets anden bedste række, Serie B, flyttede man til Stadio Alberto Braglia i nabobyen Modena. Dette skete på grund af reglerne for kapacitet for stadion i Serie B, da Alberto Braglia har plads til over 21.000 tilskuere. 
Da klubben i sommeren 2013 rykkede op i Serie A, skiftede man hjemmebanen til MAPEI Stadium – Città del Tricolore i Reggio Emilia, med plads til 23.717 tilskuere.